# Belmonte (caricaturiste)
Pour les articles homonymes, voir Belmonte.
Benedito Carneiro Bastos Barreto dit Belmonte né le 15 mai 1896 à São Paulo et mort le 19 avril 1947 à São Paulo est un caricaturiste, peintre, illustrateur et chroniqueur brésilien.

## Biographie
Benedito Carneiro Bastos Barreto naît à São Paulo le 15 mai 1896.
Belmonte est né dans le quartier de Brás à São Paulo en 1896. Son père, João Carneiro Bastos Barreto, médecin de profession, est décédé lorsque Belmonte avait deux ans, et la famille a alors commencé à connaître diverses difficultés financières. Sa mère, cependant, n'a jamais négligé l'éducation de ses enfants. Il a été inscrit à l'école Modelo, puis a été transféré au gymnase Macedo Soares et ensuite à l'Institut des Sciences et des Lettres.
Après avoir terminé ses études à l'institut, il s'est inscrit à la faculté de médecine de la rue Brigadeiro Tobias, où il est resté peu de temps. En 1914, il parvient à publier son premier dessin dans la revue humoristique Rio Branco. Il a publié des caricatures dans plusieurs magazines satiriques à faible tirage, comme O Pirralho, fondé par Oswald de Andrade en 1911

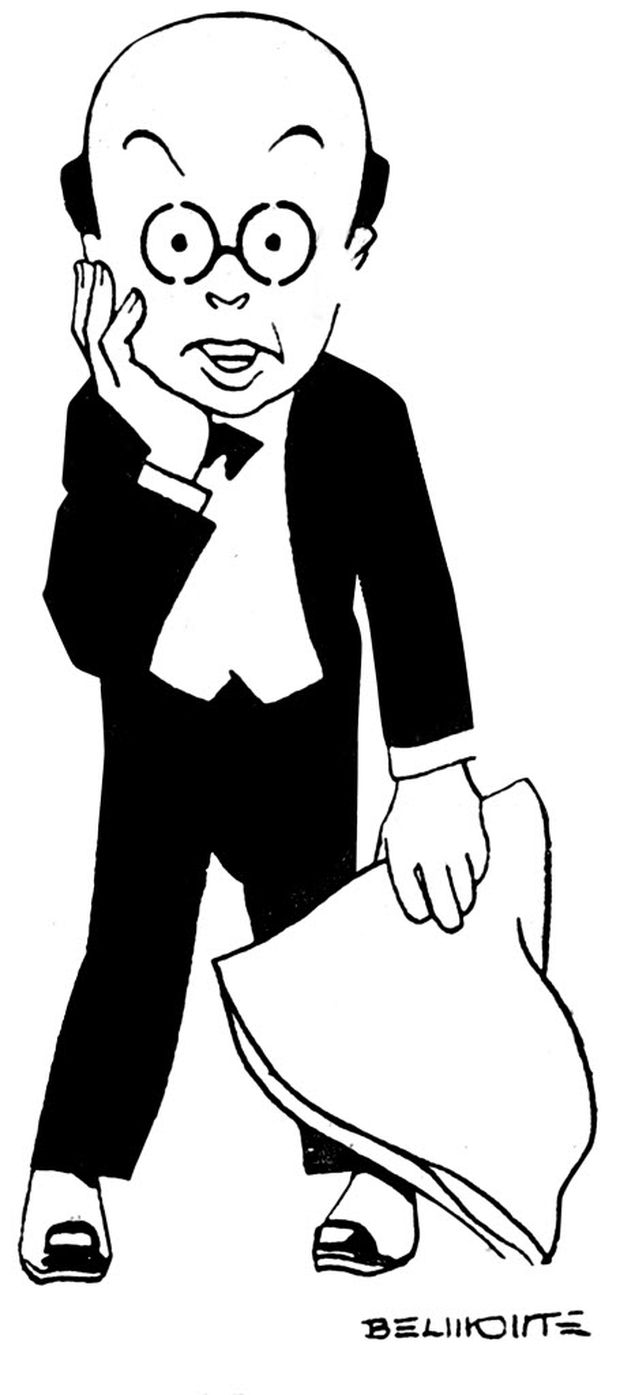
Juca Pato, personnage fétiche de Belmonte.

Il est le créateur du personnage Juca Pato : chauve « pour avoir été frappé à la tête », dont la devise était « ça pourrait être pire », et qui incarnait les aspirations et les frustrations de la classe moyenne de São Paulo. Malheureux, il synthétise la figure de l'homme du peuple, travailleur, honnête, harcelé par la bureaucratie, l'augmentation du coût de la vie et la corruption. À l'époque de la pré-marchandisation, Juca Pato imprimait des paquets de cigarettes, des cahiers d'école, des bonbons, de l'eau de Javel et des marches de carnaval, ainsi que le bar Juca Pato, point de rencontre des intellectuels et des artistes.
En 1929 et 1930, le personnage de Juca Pato a connu le succès dans Folha da Manhã, aujourd'hui Folha de S.Paulo, avec ses critiques de Getúlio Vargas et de l'Alliance libérale. Folha da Manhã a soutenu le candidat Júlio Prestes. Avec la victoire de la Révolution de 1930, le journal est détruit, et ne reprend sa publication qu'en 1931, avec une orientation politique différente.
Le 10 novembre 1937, jour de la création de l'Estado Novo, il publie une caricature dans laquelle Juca Pato lit des passages de la Constitution des États-Unis, avec la statue de la Liberté en arrière-plan. Plus tard, il a été contraint par le Département de Presse et de Propagande (pt) à ne traiter que des thèmes internationaux. Ce n'est qu'après l'arrivée au pouvoir d'Eurico Gaspar Dutra qu'il revient à Getúlio Vargas dans son travail. Il réalise les illustrations de la première édition de O Poço do Visconde (pt) de Monteiro Lobato, publiée en 1937, ainsi que d'autres livres destinés à un public d'enfants, jusqu'en 1947.
À cette époque, Belmonte écrit et illustre son ouvrage sur le São Paulo des premiers siècles : No tempo dos bandeirantes (« Au temps des bandeirantes »). Publié pour la première fois en 1939 par le département de la culture de la municipalité de São Paulo, le livre est un essai historique qui détaille richement la vie quotidienne des anciens habitants de São Paulo, du XVIe au XVIIIe siècle. Le dessinateur décrit et illustre la vie des bandeirantes, leurs habitudes, leurs croyances, leur façon de voir les choses publiques et privées, ainsi que leurs objets, armes, ustensiles, vêtements, ornements, habitations et ce qu'ils mangeaient, parmi de nombreux autres points de la vie de ces personnes.
En janvier 1945, à la veille de la capitulation allemande, Joseph Goebbels, dans l'une de ses dernières émissions à la radio de Berlin, s'en prend au contenu de la bande dessinée étrangère :

« L'artiste a certainement été payé par les alliés britanniques et américains. »

Belmonte a publié au moins 450 illustrations faisant la satire d'Hitler et des nazis. Outre des albums de caricatures, il a également écrit des chroniques et des nouvelles humoristiques (Ideias de João Ninguém, 1935) et des études historiques (No tempo dos bandeirantes ; Brazil de outrora ; Costumes da América Latina. Il a été l'un des meilleurs illustrateurs des œuvres pour enfants de Monteiro Lobato.
Belmonte meurt dans l'hôpital São Lucas de São Paulo le 19 avril 1947, victime de la tuberculose,.

## Postérité
Trois ans après la Seconde Guerre mondiale, le livre Caricatura dos Tempos a été publié à titre posthume puis réédité par Editora Melhoramentos en 1982. Les caricatures rassemblées dans ce livre restent à ce jour exemplaires des relations internationales de la période entre 1936 et 1946, et ont été traduites dans plusieurs pays d'Amérique latine.
Le prix Juca Pato (pt) est un prix littéraire créé en 1963 et décerné annuellement par l'Union brésilienne d'écrivains (pt).

## Œuvre

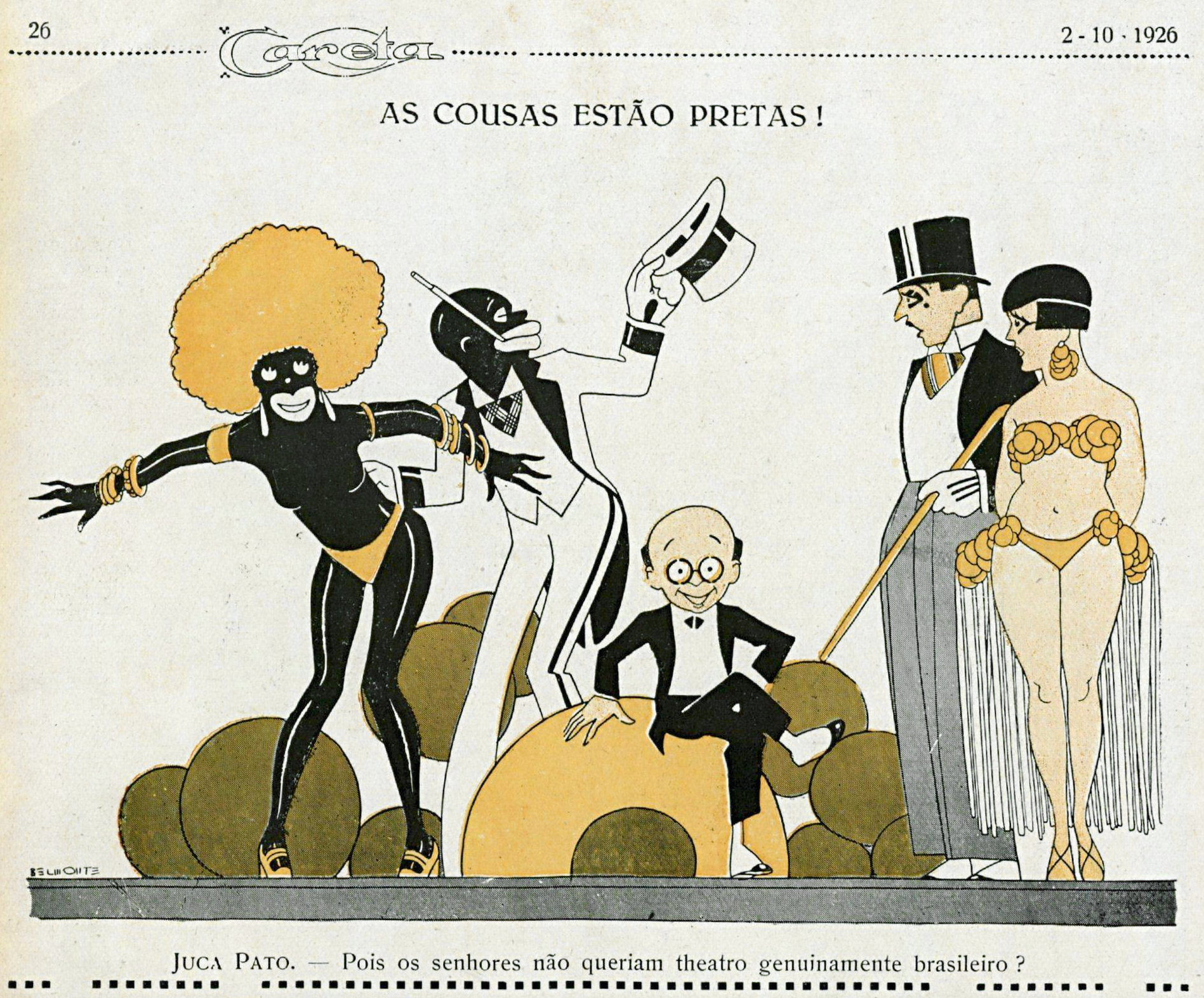
Companhia Negra de Revistas, dans Careta, 1926, Bibliothèque nationale du Brésil.

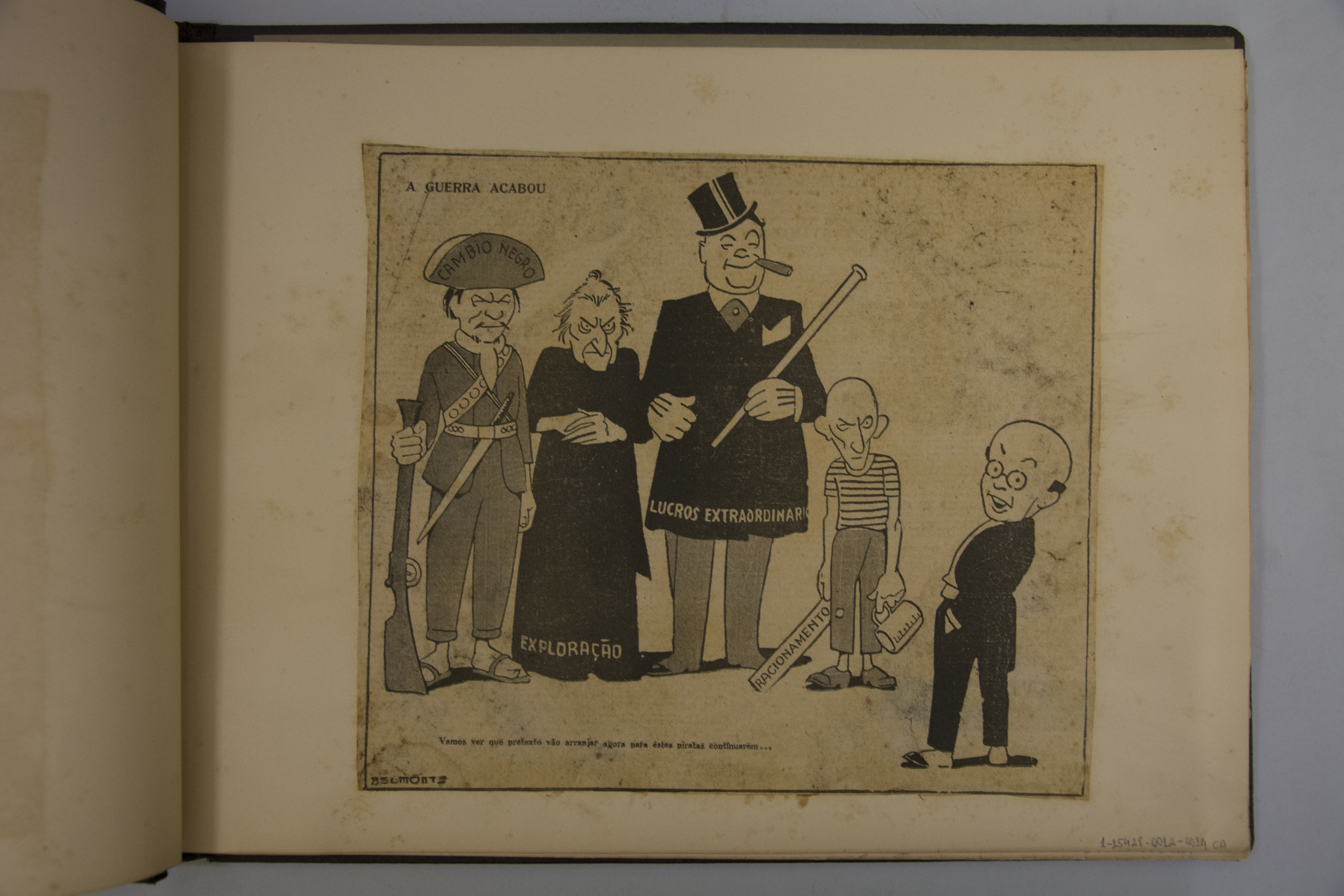
(Sans titre), Museu Paulista.

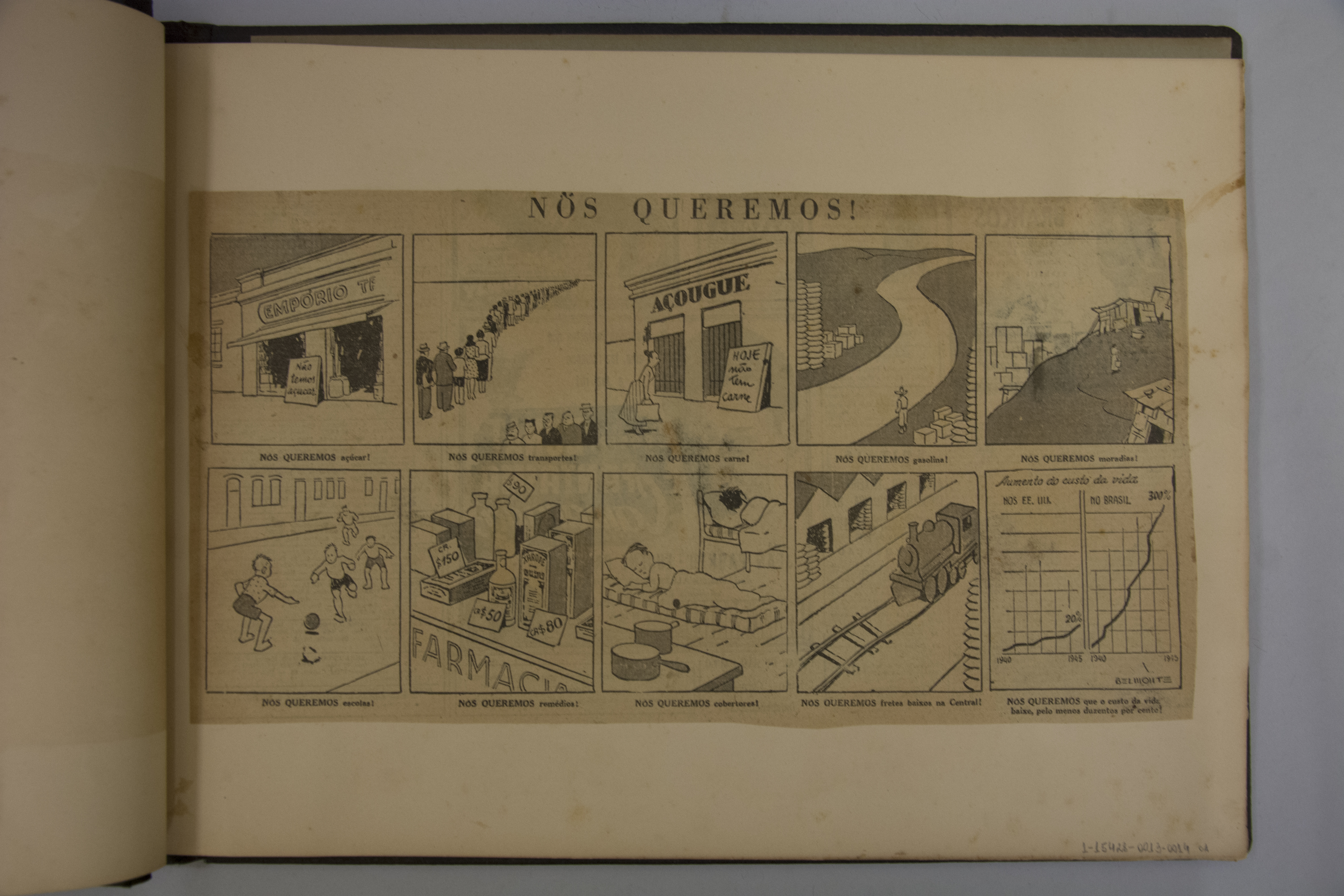
(Sans titre), Museu Paulista.

### Albums de caricatures
- Angústias de Juca Pato (1926, Casa Editora Rochêa)[6]
- Meu amor! Adoro-te! (O amor através dos seculos) (1926, éd. Frou-frou)
- No reino da confusão (1939, éd. Folha da Manhã)
- Música, maestro! (1940, éd. Folha da Manhã)
- A guerra do Juca (1941, éd. de l'auteur)
- Caricatura dos Tempos (1948, publication posthume, éd. Melhoramentos – « Les dessins les plus intéressants de Belmonte sur les événements internationaux de 1936 à 1946, notamment sur les raisons de la dernière guerre mondiale[c]. »)
- Nada de Novo (1949, publication posthume avec des dessins modifiés par sa fille Laís Belmonte, éd. Folha da Manhã)

### Livres d'histoire
- No tempo dos Bandeirantes (1939, Departamento de Cultura da Prefeitura Municipal de São Paulo)

### Littérature de jeunesse
- A cidade do Ouro (1940, Companhia Editora Nacional)

### Chroniques humoristiques
- Ideias de João Ninguém (1935, José Olympio Editoria)
- Assim falou Juca Pato (Aspectos Divertidos de Uma Confusão Dramática) (1933, Companhia Editora Nacional)

### Albums commémoratifs
- Belmonte Presente (1978, Secretaria da Cultura Ciência e Tecnologia - DACH - Comissão de Artes Plásticas - MASP)
- Belmonte 100 anos (1996, Editora Senac)